# 울산광역시보건환경연구원
울산광역시 보건환경연구원(蔚山廣域市 保健環境硏究院)은 울산광역시 관내의 보건·환경·축산관련 연구 업무를 분장하기 위해 울산광역시청 산하에 설치된 직속기관이다.
연구원장은 지방보건연구관·지방환경연구관·지방수의연구관 또는 지방 일반 임기제 공무원으로 보한다.

## 연혁
- 2000년 설치

## 조직
- 보건연구부
- 환경연구부

### 가축위생시험소
가축위생시험소장은 지방수의연구관이나 지방수의사무관으로 보한다.

#### 조직
- 가축위생과
- 축산물검사과